# Сан-Крістобаль-де-ла-Полантера
Сан-Крістобаль-де-ла-Полантера (ісп. San Cristóbal de la Polantera) — муніципалітет в Іспанії, у складі автономної спільноти Кастилія-і-Леон, у провінції Леон. Населення — 866 осіб (2010).
Муніципалітет розташований на відстані близько 290 км на північний захід від Мадрида, 36 км на південний захід від Леона.
На території муніципалітету розташовані такі населені пункти: (дані про населення за 2010 рік)
- Матілья-де-ла-Вега: 86 осіб
- Посаділья-де-ла-Вега: 165 осіб
- Сан-Крістобаль-де-ла-Полантера: 224 особи
- Сан-Роман-ель-Антигуо: 63 особи
- Сейсон-де-ла-Вега: 42 особи
- Вегельїна-де-Фондо: 87 осіб
- Вільягарсія-де-ла-Вега: 142 особи
- Вільямедіана-де-ла-Вега: 57 осіб

## Демографія
Динаміка населення (INE ):